# Tachardiella ferrisi
Tachardiella ferrisi är en insektsart som beskrevs av Chamberlin 1923. Tachardiella ferrisi ingår i släktet Tachardiella och familjen Kerriidae. Inga underarter finns listade i Catalogue of Life.